# 焼津小泉八雲記念館
焼津小泉八雲記念館（やいづ こいずみやくも きねんかん）は、静岡県焼津市の焼津市文化センター内にある市立文学館。2007年（平成19年）に開館し、小泉八雲（ラフカディオ・ハーン）を顕彰している。焼津市文化センターには焼津小泉八雲記念館に加えて、焼津市立焼津図書館と焼津市歴史民俗資料館も入っている。

## 歴史
- 2007年（平成19年）6月27日 - 開館。
- 2012年（平成24年）7月15日 - 小泉八雲の曾孫である民俗学者の小泉凡が名誉館長に就任。

## 展示
小泉八雲は晩年に焼津市に滞在したが、八雲の遺品、焼津を舞台にした著書や草稿、滞在中に妻子へ送った書簡などを展示している。

## 交通アクセス
- JR東海道本線焼津駅から焼津市自主運行バスに乗車して「文化センター前」下車